# Gigaspermaceae
Gigaspermaceae är en familj av svampar. Gigaspermaceae ingår i ordningen Agaricales, klassen Agaricomycetes, divisionen basidiesvampar och riket svampar.
|                | Schizophyllaceae             |
|                |                              |
|                | Pterulaceae                  |
|                |                              |
|                | Psathyrellaceae              |
|                |                              |
|                | Pluteaceae                   |
|                |                              |
|                | Pleurotaceae                 |
|                |                              |
|                | Physalacriaceae              |
|                |                              |
|                | Phelloriniaceae              |
|                |                              |
|                | Niaceae                      |
|                |                              |
|                | Mycenaceae                   |
|                |                              |
|                | Marasmiaceae                 |
|                |                              |
|                | Lyophyllaceae                |
|                |                              |
|                | Inocybaceae                  |
|                |                              |
|                | Hygrophoraceae               |
|                |                              |
|                | Hydnangiaceae                |
|                |                              |
|                | Hemigasteraceae              |
|                |                              |
| Gigaspermaceae | \| \| Gigasperma \| \| \| \| |
|                | \| \| Gigasperma \| \| \| \| |
|                | Fistulinaceae                |
|                |                              |
|                | Entolomataceae               |
|                |                              |
|                | Cyphellaceae                 |
|                |                              |
|                | Cortinariaceae               |
|                |                              |
|                | Clavariaceae                 |
|                |                              |
|                | Broomeiaceae                 |
|                |                              |
|                | Bolbitiaceae                 |
|                |                              |
|                | Amanitaceae                  |
|                |                              |
|                | Agaricaceae                  |
|                |                              |
|                | Strophariaceae               |
|                |                              |
|                | Tricholomataceae             |
|                |                              |
|                | Typhulaceae                  |
|                |                              |
|                | Setchelliogaster             |
|                |                              |
|                | Panaeolus                    |
|                |                              |
|                | Amogaster                    |
|                |                              |
|                | Brunneocorticium             |
|                |                              |
|                | Cribrospora                  |
|                |                              |
|                | Plicatura                    |
|                |                              |
|                | Stemastrum                   |
|                |                              |
|                | Cheilophlebium               |
|                |                              |
|                | Plicaturopsis                |
|                |                              |
|                | Phlebophyllum                |
|                |                              |
|                | Mesophelliopsis              |
|                |                              |
|                | Sedecula                     |
|                |                              |
|                | Gramincola                   |
|                |                              |
|                | Mycospongia                  |
|                |                              |
|                | Panaeolina                   |
|                |                              |
|                | Cycloderma                   |
|                |                              |
|                | Polygaster                   |
|                |                              |
|                | Acinophora                   |
|                |                              |
|                | Stylobates                   |
|                |                              |
|                | Disporotrichum               |
|                |                              |
|                | Gigasperma                   |
|                |                              |

|  | Gigasperma |
|  |            |